# Little Deuce Coupe (dal)
A Little Deuce Coupe a Beach Boys 1963-as slágere, Brian Wilson és Roger Christian szerzeménye. Először mint a "Surfer Girl" kislemez b-oldalaként jelent meg, később felkerült a Surfer Girl, majd a Little Deuce Coupe nagylemezre is, valamint számos válogatásalbumra.
A "Surfer Girl" 7. helyet érte el az amerikai slágerlistán, a b-oldalán lévő "Little Deuce Coupe" pedig 15. lett, ezzel a Beach Boys történelmének legjobban szereplő b-oldalas száma lett. Ez volt az első Beach Boys szám, amit a rádiók több mint egymilliószor játszottak.
A digitaldreamdoor.com "100 legjobb autós szám" listáján a "Little Deuce Coupe" a 3. helyen végzett

## Felvételek
A dal a Western stúdióban lett felvéve, egy időben a Surfer Girl-el. Ez a két szám volt az első felvétel amit a Surfer Girl albumra csináltak, egyben ez volt az első, ahol Brian már hivatalosan is producer volt. Ezekben az időkben csatlakozott az együtteshez Al Jardine, de ezeken a felvételeken még David Marks játszik a gitáron.

### Zenészek
- Mike Love – szóló vokál
- Brian Wilson – basszusgitár, vokál
- Carl Wilson – szólógitár, vokál
- David Marks – ritmusgitár
- Dennis Wilson – dobok, vokál

## Élő előadás
A dal már a megjelenésétől kezdve rendkívül sikeres volt, és Beach Boys a koncertjein gyakran játszotta a dalt. Mike Love ötlete volt az hogy mutassák be egyesével a tagokat, még mielőtt elkezdenék játszani a dalt. Kezdve Denissel a doboknál, David-el (később Al Jardine) a ritmusgitárnál, Carl mint a szólógitár, majd Brian mint a basszusgitáros.

## Helyezések
| Helyezések(1966)       | Legmagasabb Pozíció |
| ---------------------- | ------------------- |
| CKEY Charts            | 2                   |
| U.S. Billboard Hot 100 | 15                  |

## Egyéb felvételek
Az együttes megcsinálta a dal "paródiáját", ami a Beach Boys' Party! című lemezükön található az I Get Arounddal.
A dal demó verziója megtalálható a Hawthorne, CA című válogatás lemezen.

## Fordítás
- Ez a szócikk részben vagy egészben  a   Little Deuce Coupe (song) című angol Wikipédia-szócikk fordításán alapul.  Az eredeti cikk szerkesztőit annak laptörténete sorolja fel. Ez a jelzés csupán a megfogalmazás eredetét és a szerzői jogokat jelzi, nem szolgál a cikkben szereplő információk forrásmegjelöléseként.